# Macromya cilipes
Macromya cilipes là một loài ruồi trong họ Tachinidae.